# 克拉科夫的莱茵哈德行动
克拉科夫的莱茵哈德行动 ，通常依照德语代号称作克拉科夫行动（德語：Aktion Krakau），是1942年德国纳粹针对波兰克拉科夫犹太人的围捕和屠杀行动。围捕行动由来自武装党卫队的党卫队和警察领袖尤利安·舍纳领导，属于全波兰总督府范围内进行的犹太人大规模屠杀行动——莱茵哈德行动的一部分。

## 历史
自1941年起，克拉科夫的所有犹太居民被勒令搬迁到新建立的克拉科夫隔都。隔都位于波德古热区，远离克拉科夫主要的犹太区卡齐米日 。德国为在隔都以外工作的犹太人设立了劳工局（Arbeitsamt）。1942年初，大克拉科夫地区（包括29个周边村庄）的全部犹太人口被迫迁入同一个隔都，每个人获得4立方米空间。1942年6月1日，隔都被德国警方和党卫队包围。为了掩盖行动目的并平静犹太人的情绪，党卫队保安处和安全警察官员——包括党卫队一级突击队大队长威利·哈斯（Willi Haase）、二级突击队中队长贝谢尔（Becher）和 一级小队长海因里希（Heinrich）——向犹太人告知他们在实施一项“重新安置”计划。在德国工厂工作的犹太人被允许留下来，而第一批7,000名犹太人在Zgody广场集合并被护送到普罗科基姆的火车站。1942年6月5日，另外4, 000名犹太人以类似的方式被驱逐到贝乌热茨灭绝营。
1943年3月13日至3月14日，纳粹当局在党卫队一级突击队中队长阿蒙·哥特的指挥下对隔都实施最终清场。纳粹将认为能够工作的人运送到普瓦舒夫集中营。大约2,000名无法转移或企图逃跑的犹太人在街头和家中被杀；其余的犹太人被送往奥斯威辛集中营。历史学家Ernst Klee，Willi Dressen和Volker Riess指出的，边防警察局（Grenz Polizeikommissariat）的德国警察非常渴望参与对克拉科夫及周边地区的犹太人的屠杀，因为他们预计会有相当大的物质利益。

除了少数例外，边防警察成员非常乐意参与枪杀犹太人。他们有种！显然今天不能这么说！没有人缺席枪决......我想要重申，今天的人们总有一种错觉，认为人们对犹太人采取行动时是不情愿的。当时对犹太人的仇恨很严重; 对犹太人的行动是报复，而实行报复的人想要钱财和金子。不要自欺欺人了，在针对犹太人的行动中总能拿点东西。无论你去哪里，总会有一些东西可以带走。可怜的犹太人被带进来，犹太富人遭到抓捕，他们的房屋被搜罗一空。——克拉科夫大区的一名刑事警察警官，《"The Good Old Days": The Holocaust as Seen by Its Perpetrators》 

## 搪瓷工厂
在1942-43年的克拉科夫隔都清场行动中幸存下来的犹太人大多数来自德意志搪瓷厂，即苏台德地区德裔实业家奥斯卡·辛德勒的“辛德勒工厂”。听闻工厂即将关闭的消息后，辛德勒说服党卫队官员，获准将他的1,200名犹太工人从克拉科夫隔都转移到捷克保护国布尔涅内茨的布伦里茨劳改营，从而使他们免于被驱逐到灭绝营 。 
辛德勒的工厂搬迁不应与普热梅希尔犹太人在驱逐至贝乌热茨过程中的类似撤离相混淆。普热梅希尔隔都的清场于1942年7月27日，7月31日和8月3日进行，由党卫队一级突击队中队长马丁·菲伦兹（Martin Fellenz）指挥。1942年7月27日， 普热梅希尔的军事指挥官马克思·里特克命令他的部队占领横跨桑河的桥梁，从而把守住连接了河两岸市区的唯一通道，阻止了驱逐犹太人的行动。盖世太保被迫允许里特克留下为国防军服务的犹太工人。由于里特克和他的副官阿尔伯特·巴特尔在普热梅希尔所采取的行动， 以色列猶太大屠殺紀念館后来将他们认定为国际义人。

## 脚注
1. 1 2 3  Klee, Ernst（英语：Ernst Klee）, Dressen, Willi, Riess, Volker. The Good Old Days: The Holocaust as Seen by Its Perpetrators and Bystanders （页面存档备份，存于）, p. 76.ISBN 1-56852-133-2
2. ↑  Obituaries. . Mietek Pemper (died June 7, 2011). The Telegraph. 15 Jun 2011  [5 November 2012]. （原始内容存档于2013-07-26）.
3. ↑  Daniel Fraenkel. . Deutsche und Österreicher. Wallstein Verlag: 65–.   [May 23, 2012]. （原始内容存档于2020-08-20）.